# Коджа Захария
Коджа Захария (Коджа Закария) (ум. до 1442) — албанский феодал из рода Захария, правитель Сати и Даньо.

## Происхождение
В документах Дубровника он упоминается как Койчин или Гойчин. Поэтому многие историки, такие как Николае Йорга, Лайош Таллоци и Константин Иречек ошибочно считали, что он — это Гойчин Черноевич.
Его женой была Боза, дочь Лека Дукаджини. У них был один сын Лека и две дочери. Мужем одной из дочерей Коджи был Георгий Черноевич. Согласно Киро Трухельке, другая дочь Коджи Боля Захария была женой Петра Войсалича, а по данным Алексы Ивича она была женой Петра I Павловича (1415—1420). Боза, вдова Коджи Захарии, умерла во время пожара 19 сентября 1448 года в Шкодере.

## Биография
До 1395 года Коджа Захария был каштеляном в замке Сати, который входил в состав владений Константина Балшича (ум. 1402). В 1395 году Балшичи уступили замки Сати и Даньо вместе со Шкодером и Дривастом Венецианской республике, чтобы создать буферную зону между княжеством Зета и османскими владениями. Но Коджа Захария отказался уступить замок Сати венецианцам.
В 1396 года Коджа Захария захватил замок Даньо, провозгласив себя правителем Сати и Даньо. Он стал управлять замками и окрестной территорией в качестве вассала турок-османов. В 1402 году вместе с другими албанскими феодалами он сражался в составе османской армии Баязида в битве при Анкаре.
В 1403 году Коджа Захария и его вассал Димитер Гионима признали свою вассальную зависимость от Венецианской республики. Во время Первой Шкодерской войны (1405—1412) он поддерживал Венецию.
Около 1412 года дочь Коджи Боля стала второй женой князя Зеты Балши III. Князь Зеты назначил своего тестя каштеляном замке Будва. Его другая дочь являлась женой Георгия Черноевича. После смерти Балши III (28 апреля 1421) дочь Коджи Боля вместе с двумя дочерьми вернулась к своему отцу в Даньо.
Коджа Захария поддерживал сербского деспота Стефана Лазаревича до его поражения от венецианцев в 1422 году. Венецианский адмирал Франческо Бембо в апреле 1423 года предлагал взятки князьям Гьону Кастриоти, Дукаджини и Кодже Захарии, а взамен они должны были перейти на сторону венецианцев в войне против Сербии. Но албанские князья отказались. Также сербский деспот Стефан Лазаревич, чтобы оказать давление на Коджи Захарию, предлагал дубровницким торговцам ездить в Сербию через Лежу, а не через Даньо, принадлежавший Кодже Захарии.
В 1430 году Исхак-бей захватил у Коджи Захарии замок Даньо, который был включён в состав османских владений под управлением Али-бея, санджакбея Албании. Коджа Захария был заключён или изгнан. После албанского восстания (1432—1436) Лека Захария, сын Коджи, стал правителем Даньо.